# Pectis purpurascens
Pectis purpurascens là một loài thực vật có hoa trong họ Cúc. Loài này được Urb. & Ekman mô tả khoa học lần đầu tiên vào năm 1931.